# Филармоникер
Филармоникер (нем. Philharmoniker) — австрийские монеты, выпускавшиеся с 1989 года из золота с номиналом в австрийских шиллингах, а с 2002 года — в евро. С 2008 года выпускаются также из серебра, а с 2016 года — из платины.
Официальный номинал монеты весом 1 унция — 100 евро (до 2002 года — 2000 шиллингов).
Монеты первоначально чеканились из чистого золота 999,9 пробы (24 карата). Выпускаются каждый год, как правило — четырёх номиналов. Они являются инвестиционными монетами (bullion coin), в основном оседают в частных коллекциях.
Монеты в евро являются законным платёжным средством только на территории Австрии.
Помимо основных четырех номиналов в 2004 году к серии были выпущены 15 золотых монет номиналом 100 000 евро, в 2009 году — 2000 евро, и к 25-летию серии в 2014 году выпустили монету номиналом 4 евро.
На реверсе монет изображены музыкальные инструменты, которые использует Венский филармонический оркестр и текст Wiener Philharmoniker («Венская филармония»).
На аверсе монет изображён большой орган в Золотом зале Венского Musikverein, концертного зала Общества любителей музыки, указаны номинал, вес и год выпуска монеты.
С февраля 1 февраля 2008 года выпускаются серебряные монеты серии «Филармоникер» номиналом 1,5 евро. Дизайн серебряных и платиновых монет идентичен золотым. Дизайн всех монет разработал главный гравёр Австрийского монетного двора Томас Песендорфер (Thomas Pesendorfer).

## Монеты в шиллингах
Монеты в шиллингах чеканились только из золота, с 1989 по 2001 год. Утратили силу законного платёжного средства 28 февраля 2002 года.
| Год  | 200 шиллингов | 500 шиллингов | 1000 шиллингов | 2000 шиллингов |
| Год  | Тираж         | Тираж         | Тираж          | Тираж          |
| ---- | ------------- | ------------- | -------------- | -------------- |
| 1989 | —             | 272 000       | —              | 351 000        |
| 1990 | —             | 162 000       | —              | 484 500        |
| 1991 | 82 500        | 146 000       | —              | 233 500        |
| 1992 | 99 000        | 176 000       | —              | 537 000        |
| 1993 | 99 500        | 126 000       | —              | 234 000        |
| 1994 | 112 000       | 121 200       | 57 400         | 218 600        |
| 1995 | 151 100       | 156 000       | 94 700         | 645 500        |
| 1996 | 128 300       | 139 200       | 88 000         | 377 600        |
| 1997 | 115 300       | 100 700       | 68 200         | 408 300        |
| 1998 | 102 800       | 90 800        | 47 300         | 330 300        |
| 1999 | 145 000       | 81 600        | 44 200         | 230 700        |
| 2000 | 32 600        | 25 900        | 20 500         | 245 700        |
| 2001 | 26 400        | 25 800        | 26 800         | 54 700         |

## Монеты в евро
Выпуск «филармоникеров» с номиналом в евро начат в 2002 году. Первоначально были выпущены монеты в 100 евро (1 унция), 50 евро (1/2 унции), 25 евро (1/4 унции) и 10 евро (1/10 унции). В 2004 году была выпущена монета в 100 000 евро (1000 унций), в 2009 году — 2000 евро (20 унций). В 2008 году начат выпуск серебряных монет в 1,5 евро (1 унция), в 2014 году — золотых монет в 4 евро (1/25 унции), в 2016 году — платиновых монет в 100 евро (1 унция), в 2017 году — платиновых монет в 4 евро (1/25 унции). Монеты являются законным платёжным средством только на территории Австрии.
| | Номинал: 100 000 евро | Металл: Au 999,9 (Золото) |  |
| Вес: 31,103 кг | Диаметр: 370 мм       | Толщина: 20 мм            |  |
| Год: 2004 Выпущено: 15 монет |                       |                           |  |
| | Номинал: 2000 евро    | Металл: Au 999,9 (Золото) |  |
| Вес: 622,1 г | Диаметр: 74 мм        | Толщина:                  |  |
| Год: 2009 Выпущено: 6027 |                       |                           |  |
| | Номинал: 100 евро     | Металл: Au 999,9 (Золото) |  |
| Вес: 31,103 г | Диаметр: 37 мм        | Толщина: 2,0 мм           |  |
| Год: 2002 Выпущено: 164 105 Год: 2003 Выпущено: 179 881 Год: 2004 Выпущено: 176 319 Год: 2005 Выпущено: 158 564 Год: 2006 Выпущено: 82 174 Год: 2007 Выпущено: 108 675 Год: 2008 Выпущено: 715 800 Год: 2009 Выпущено: 835 700 Год: 2010 Выпущено: 501 800 Год: 2011 Выпущено: 586 700 Год: 2012 Выпущено: 341 400 Год: 2013 Выпущено: 579 200 Год: 2014 Выпущено: 418 919 Год: 2015 Выпущено: 647 100 |                       |                           |  |
| | Номинал: 50 евро      | Металл: Au 999,9 (Золото) |  |
| Вес: 15,552 г | Диаметр: 28 мм        | Толщина: 1,6 мм           |  |
| Год: 2002 Выпущено: 40 922 Год: 2003 Выпущено: 26 848 Год: 2004 Выпущено: 24 269 Год: 2005 Выпущено: 21 049 Год: 2006 Выпущено: 20 085 Год: 2007 Выпущено: 25 091 Год: 2008 Выпущено: 73 800 Год: 2009 Выпущено: 92 300 Год: 2010 Выпущено: 56 600 Год: 2011 Выпущено: 77 500 Год: 2012 Выпущено: 49 500 Год: 2013 Выпущено: 69 600 Год: 2014 Выпущено: 57 816 Год: 2015 Выпущено: 101 500             |                       |                           |  |
| | Номинал: 25 евро      | Металл: Au 999,9 (Золото) |  |
| Вес: 7,776 г | Диаметр: 22 мм        | Толщина: 1,2 мм           |  |
| Год: 2002 Выпущено: 40 807 Год: 2003 Выпущено: 34 019 Год: 2004 Выпущено: 32 449 Год: 2005 Выпущено: 32 817 Год: 2006 Выпущено: 29 609 Год: 2007 Выпущено: 34 631 Год: 2008 Выпущено: 97 100 Год: 2009 Выпущено: 172 000 Год: 2010 Выпущено: 84 900 Год: 2011 Выпущено: 102 000 Год: 2012 Выпущено: 64 300 Год: 2013 Выпущено: 77 200 Год: 2014 Выпущено: 68 440 Год: 2015 Выпущено: 112 200           |                       |                           |  |
| | Номинал: 10 евро      | Металл: Au 999,9 (Золото) |  |
| Вес: 3,121 г | Диаметр: 16 мм        | Толщина: 1,2 мм           |  |
| Год: 2002 Выпущено: 75 789 Год: 2003 Выпущено: 59 654 Год: 2004 Выпущено: 67 994 Год: 2005 Выпущено: 62 071 Год: 2006 Выпущено: 39 892 Год: 2007 Выпущено: 76 325 Год: 2008 Выпущено: 176 400 Год: 2009 Выпущено: 437 700 Год: 2010 Выпущено: 226 700 Год: 2011 Выпущено: 268 200 Год: 2012 Выпущено: 176 300 Год: 2013 Выпущено: 193 100 Год: 2014 Выпущено: 147 461 Год: 2015 Выпущено: 263 400      |                       |                           |  |
| | Номинал: 4 евро       | Металл: Au 999,9 (Золото) |  |
| Вес: 1,25 г | Диаметр: 13 мм        | Толщина:                  |  |
| Год: 2014 Выпущено: 78 551 |                       |                           |  |
| | Номинал: 1,5 евро     | Металл: Ag 999 (Серебро)  |  |
| Вес: 31,103 г | Диаметр: 37 мм        | Толщина: 3,2 мм           |  |
| Год: 2008 Выпущено: 7 773 000 Год: 2009 Выпущено: 9 014 800 Год: 2010 Выпущено: 11 358 200 Год: 2011 Выпущено: 17 837 700 Год: 2012 Выпущено: 8 769 200 Год: 2013 Выпущено: 14 536 400 Год: 2014 Выпущено: 4 643 508 Год: 2015 Выпущено: 7 298 600 |                       |                           |  |